# Pralong Sawandee
Pralong Sawandee (tiếng Thái: ประลอง สาวันดี, sinh ngày 4 tháng 6 năm 1987), là một cầu thủ bóng đá từ Thái Lan. Hiện tại anh thi đấu cho Nakhon Ratchasima ở Giải bóng đá Ngoại hạng Thái Lan.

## Danh hiệu

### Câu lạc bộ
Nakhon Ratchasima FC
- Thai Division 1 League Vô địch (1): 2014